# Marc Ribot
Marc Ribot (pronunciado /ˈriːboʊ/) (Newark, New Jersey, Estados Unidos, 21 de mayo de 1954) es un compositor y guitarrista estadounidense. Ha participado en proyectos eclécticos que van desde el free jazz hasta la música cubana y colaborado con músicos como Andrés Calamaro, John Zorn, Tom Waits, Elvis Costello, Marianne Faithfull, Caetano Veloso y Natalia Lafourcade.

## Biografía
En su adolescencia estudió guitarra clásica con el compositor e intérprete haitiano Frantz Casseus. En 1978 emigró a New York para integrar al grupo Realtones y trabajar como músico con artistas como Carla Thomas, Rufus Thomas y Chuck Berry, entre 1978 y 1985.
La primera grabación como músico de sesión fue en el disco Rain dogs de Tom Waits, participando con un sonido peculiar en sus posteriores discos Franks Wild Years, Mule Variations y Real Gone. Con Elvis Costello colaboró en los discos Mighty Like a Rose (1991), and Kojak Variety (1995). 
Ribot colabora con frecuencia con John Zorn y los músicos de la disquera Tzadik Records, incluyendo muchos volúmenes de la serie de Zorn Filmworks Series, así como los ensambles Masada Guitars, Bar Kokhba Sextet y Electric Masada.
Otro proyecto destacable es Marc Ribot y Los Cubanos Postizos (The Prosthetic Cubans), en donde interpreta su estilo en canciones del músico cubano Arsenio Rodríguez.

## Colaboraciones
Colabora con frecuencia con el músico John Zorn y el productor T Bone Burnett. Ha sido músico en giras y grabaciones de Tom Waits y ha participado en trabajos de Andrés Calamaro, Soloman Burke, John Lurie, Elvis Costello, Marianne Faithful, Arto Lindsay, Caetano Veloso, Laurie Anderson, David Sylvian, Susana Baca, McCoy Tyner, T-Bone Burnett, The Jazz Passengers, The Lounge Lizards, Evan Lurie, Chocolate Genius, Jamaaladeen Tacuma, Cibo Mato, Medeski Martin & Wood, James Carter, Vinicio Caposella (Italia), Sara Valenzuela (México) , Auktyon (Rusia), Vinicius Cantuaria, Sierra Maestra (Cuba), Alain Bashung (France), Joe Henry, Alan Toussaint, Marisa Monte, Allen Ginsburg, Trey Anastasio, Madeline Peyroux, Patti Scialfa, Sam Phillips, Akiko Yano y The Black Keys, Vinicio Capossela, entre otros.
En 2022 la multipremiada cantante mexicana Natalia Lafourcade lanzó su noveno disco, De Todas Las Flores en donde Marc fungió cómo el guitarrista principal de todas las pistas.

## Obra
- Rootless Cosmopolitans (1990)
- Requiem for What's His Name (1992)
- Marc Ribot Plays Solo Guitar Works of Frantz Casseus (1993)
- Shrek (1994)
- The Book of Heads (1995)
- Don't Blame Me (1995)
- Shoe String Symphonettes (1997)
- The Prosthetic Cubans (1998)
- Yo! I Killed Your God (1999)
- Muy Divertido! (2000)
- Saints (2001)
- Scelsi Morning (2003)
- Soundtracks Volume 2 (2003)
- Spiritual Unity (2005)
- Asmodeus: Book of Angels Volume 7 (2007)
- Exercises in Futility (2008)
- Party Intellectuals (2008)
- Silent Movies (Pi, 2010)
- Your Turn (Northern Spy, 2013) con Ceramic Dog
- Live at the Village Vanguard (Pi, 2014) con Henry Grimes and Chad Taylor
- The Young Philadelphians: Live in Tokyo (Yellowbird, 2016) con the Young Philadelphians
- YRU Still Here? (Northern Spy, 2018) con Ceramic Dog
- Songs of Resistance: 1942–2018 (Anti-, 2018)
- What I Did On My Long Vacation (Northern Spy (Bandcamp), 2020) con Ceramic Dog
- Hope (Northern Spy / Yellowbird / P-Vine, 2021) con Ceramic Dog
- Connection (Knockwurst, 2023) con Ceramic Dog
- Map Of A Blue City (New West Records 2025)

### Filmografía
En 2008 apareció el documental Marc Ribot: la cuerda perdida